# All My Loving
All My Loving – piosenka zespołu The Beatles napisana przez duet Lennon/McCartney. Piosenka znalazła się na drugim albumie studyjnym kwartetu z Liverpoolu, With the Beatles, wydanym 22 listopada 1963 roku.

## Wykonawcy
- Paul McCartney – wokal, bas
- John Lennon – wokal wspierający, gitara rytmiczna
- George Harrison – wokal wspierający, gitara
- Ringo Starr – perkusja
- George Martin – producent
- Norman Smith – inżynier dźwięku